# اتحاد الوسط الديمقراطي (موريتانيا)
اتحاد الوسط الديمقراطي هو حزب سياسي في موريتانيا. فاز الحزب في انتخابات 19 نوفمبر و3 ديسمبر 2006 بمقعد واحد من أصل 95 مقعدا.